# Odrowąż (województwo wielkopolskie)
Odrowąż – wieś w Polsce położona w województwie wielkopolskim, w powiecie gnieźnieńskim, w gminie Witkowo.
Wieś duchowna, własność arcybiskupstwa gnieźnieńskiego, pod koniec XVI wieku leżała w powiecie gnieźnieńskim województwa kaliskiego. W latach 1975–1998 miejscowość położona była w województwa konińskiego.
Zobacz też: Odrowąż, Odrowążek